# CA Marbella
Der Club Atlético Marbella war ein spanischer Fußballverein aus der andalusischen Stadt Marbella. Der 1947 gegründete Klub spielte in den 1990er Jahren in der Segunda División, wurde jedoch 1997 aufgelöst.

## Geschichte
CA Marbella wurde 1947 gegründet und verbrachte die ersten Jahre der Vereinsgeschichte durchgehend in den regionalen Ligen des spanischen Ligasystems. 1963 stieg der Verein erstmals in die Tercera División auf. Mangels konstanter Leistungen pendelte der Verein im Anschluss zwischen Regionalliga, Tercera División und Segunda División B. Mit Beginn der Saison 1990/91 gelang dem Klub der Durchmarsch von der Viert- zur Zweitklassigkeit, woraufhin man in der Spielzeit 1992/93 erstmals in der Segunda División spielte. 1995 wurde der Verein vom Bürgermeister der Stadt Marbella und Präsident von Atlético Madrid, Jesús Gil, aufgekauft. Nur kurze Zeit später erfolgte der Weiterverkauf an den serbischen Geschäftsmann Slobodan Petrović. Zu diesem Zeitpunkt hatte der Verein bereits mit großen finanziellen Problemen zu kämpfen. Als der Verein in der Saison 1995/96 nach vier Jahren wieder aus der zweiten Liga abstieg und im Jahr darauf gar in die viertklassige Tercera División abstürzte, wurde er aufgrund der angehäuften Schulden aufgelöst.
Nach der Auflösung wurde 1997 UD Marbella als Nachfolgeverein gegründet.

## Stadion
CA Marbella spielte zuletzt im Estadio Municipal de Marbella, welches eine Kapazität von 7.300 Zuschauern hat. Das Stadion wurde im Jahr 1975 eröffnet. Das Spielfeld misst 102 × 65 Meter.

## Klubdaten
- Spielzeiten Liga 1: 0
- Spielzeiten Liga 2: 4
- Spielzeiten Liga 3: 16
- Spielzeiten Liga 4: 8

## Erfolge
- Meister der Segunda División B (1): 1991/92

## Bekannte ehemalige Spieler und Trainer
- Veljko Paunović
- Esteban Vigo